# Kontorslandskap

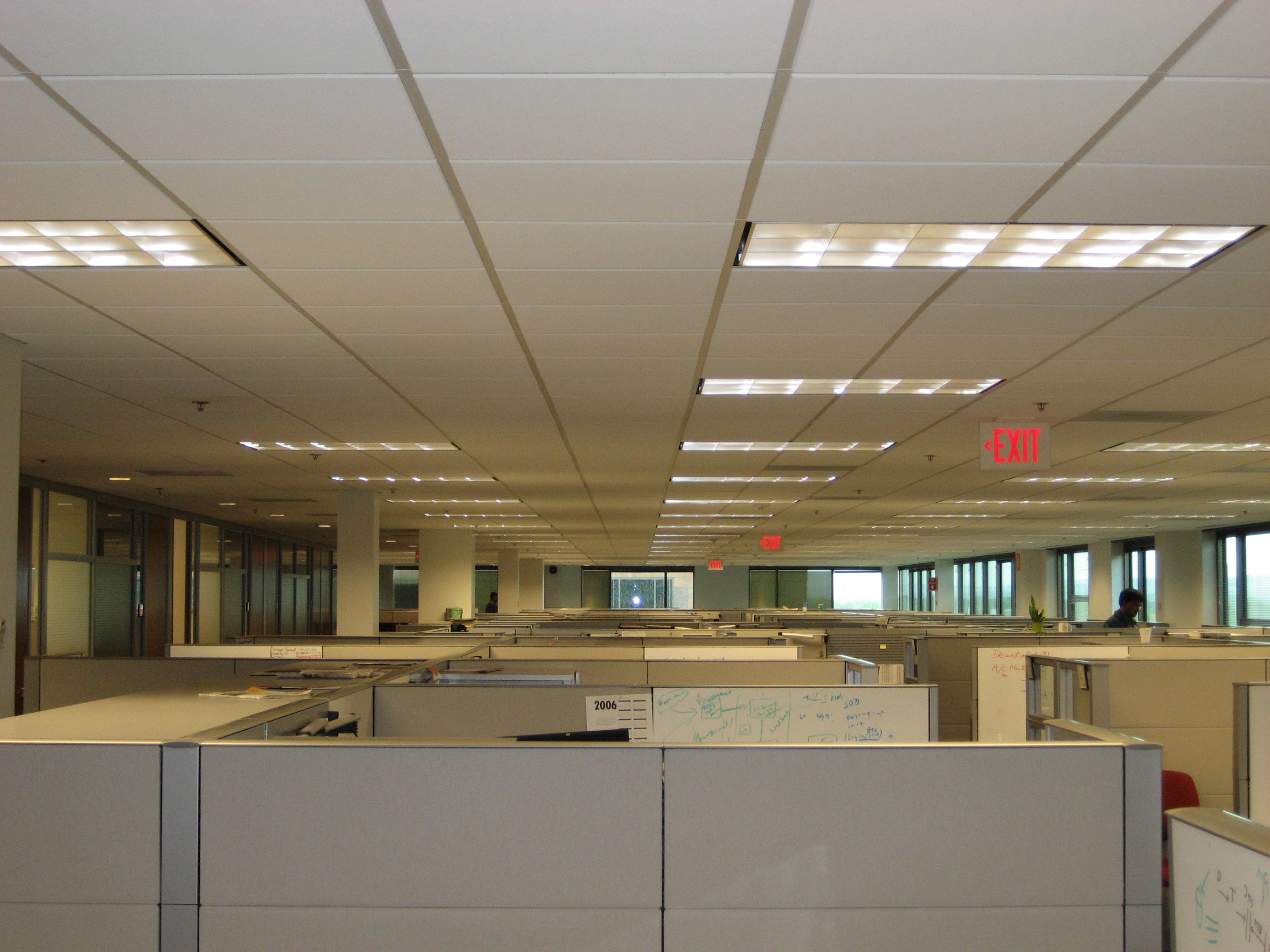
Kontorslandskap med många "arbetsbås"

Ett kontorslandskap är ett kontor som byggts upp som en stor öppen yta med många arbetsplatser och rader av skrivbord och låga bokhyllor. Förutom skärmar och växter finns inga fasta, avskiljande väggar. Ibland kan det förekomma låga fristående avskiljare som separerar individuella skrivbord. Arbetsplatser som är helt omgivna av sådana avskiljare kallas på engelska för cubicle, närmast översatt till "arbetsbås". Idén med kontorslandskap infördes i början av 1960-talet i Sverige. Motsatsen till kontorslandskap är cellkontor.

## Historia
Bröderna Eberhard och Wolfgang Schnelle var kontorskonsulter i Tyskland efter andra världskriget. De ansåg att samhället behövde demokratiseras samt att väggar och gamla hierarkier försvårade kommunikation och öppenhet. Bröderna Schnelle ville bryta upp de raka leden, flytta ut cheferna på golvet, skapa en mera jämlik kontorsmiljö och ansåg att arbetsplatserna borde organiseras efter arbetsgrupper i en platt organisation. De myntade begreppet Bürolandschaft, vilket byggde på idén att väggarna skulle ersättas av stora gröna växter, att skärmarna skulle vara böjda och designen bygga på kommunikationens naturliga och slingrande vägar.
Bröderna Schnelles idéer spred i Europa på under 1960-talet och 1967 etablerade de företaget Quickborner Team i USA.
I slutet av 1960-talet fick bröderna Schnelles idéer ett genomslag i Sverige när Lund & Valentin arkitekter utformade Volvos nya huvudkontor i Torslanda som en låg byggnad för en platt organisation.
Bakslaget för kontorslandskap kom på 1970-talet, då ny arbetsmiljölagstiftning riktade in sig på buller och stress i kontorsmiljöer. Dagens öppna planlösningar konstrueras så att organisationens behov av kommunikation och krav på flexibilitet kan förenas med den enskildes önskan om arbetsro och eget revir. För att en sådan arbetsplats ska fungera bör det finnas rörliga telefoner och gott om så kallade tysta rum utan insyn.
Under Covid-19-pandemin 2020 och 2021 har många tjänstemän funnit att en av fördelarna med det då kraftigt ökande distansarbetet varit att de i hemmiljön kan arbeta mer ostört och lättare koncentrera sig på arbetsuppgifterna än i kontorslandskap.

## Analys av kontorslandskap
I Finland har Arbetshälsoinstitutet byggt en anläggning för att kunna studera hur kontorslandskap fungerar. Den ligger i Åbo i sydvästra Finland. Genom att testa olika material i väggar, golv och tak och experimentera med ljudmiljöer på försökspersoner som testas, försöker forskarna få fram ny kunskap om hur folk reagerar i olika situationer. Försökspersonerna genomgår olika psykologiska prestationstest där hjärnans informationshanteringsförmåga mäts i situationer som motsvarar olika slag av kontorsarbete. Det visar sig att det lönar sig att satsa på kvalitet.
Akustik, temperatur, luftkvalitet, inredning och hela inomhusmiljön har en minst lika stor inverkan som hur arbetet organiseras. Produktiviteten ökar i goda miljöer.

## Uppdelningar av kontor
Ett vanligt sätt att dela upp kontor på är :
Cellkontor: ett enskilt kontorsrum för 1 person
Delat kontorsrum: 2–3 personer delar ett rum
Öppna kontorslösningar:
– litet kontorslandskap (4–9 personer)
– medelstort kontorslandskap (10–24 personer)
– stort kontorslandskap ( > 25 personer)
Olika typer av öppna kontorslösningar:
– traditionella kontorslandskap: varje person har en fast plats i kontorslandskapet
– flexkontor: de anställda har inte en egen fast kontorsplats utan är hänvisad till en plats som är ledig (kan vara uppdelat i t ex hemvister eller avdelningar)
– aktivitetsbaserade kontor: flexplatser som är uppdelade i olika zoner efter vilken arbetsuppgift som ska utföras, t ex tysta zoner eller zoner för projektarbete
– i ett kombikontor har de anställda egna rum samt att det finns gemensamma ytor och lokaler för samarbete

## Kontorshotell och coworking
Ett kontorshotell eller coworking space består i regel av alla olika typer av kontorslandskap under samma tak och ger hyresgäster möjlighet att välja. Grundtanken med coworking och kontorshotell är att man bara hyr den yta man faktiskt behöver, och delar på resterande ytor med andra företag eller entreprenörer. De gemensamma ytorna inkluderar, men är inte begränsade till, mötes- och konferensrum, badrum, pentry, korridorsyta, reception, lounger, arbetsplatser i öppna kontorslandskap och samtalsbås för att nämna några saker. Detta innebär att hyresgäster, beroende på upplägg, får tillgång till både ett eget kontor samt tusentals fler kvadratmeter kontorsrelaterade ytor att nyttja. 
Syftet med detta är att man ska kunna utnyttja alla möjliga kontorslandskap beroende på situation och behov för tillfället. Vanligtvis hyr man en fast eller flexibel arbetsplats, ett eget kontor, eller ett så kallat Big Office som är en egen avdelning av ett kontorshotell eller coworkingspace som anpassas och skräddarsys efter hyresgästens önsekemål. 